# Evangelische Kirche (Groß-Felda)

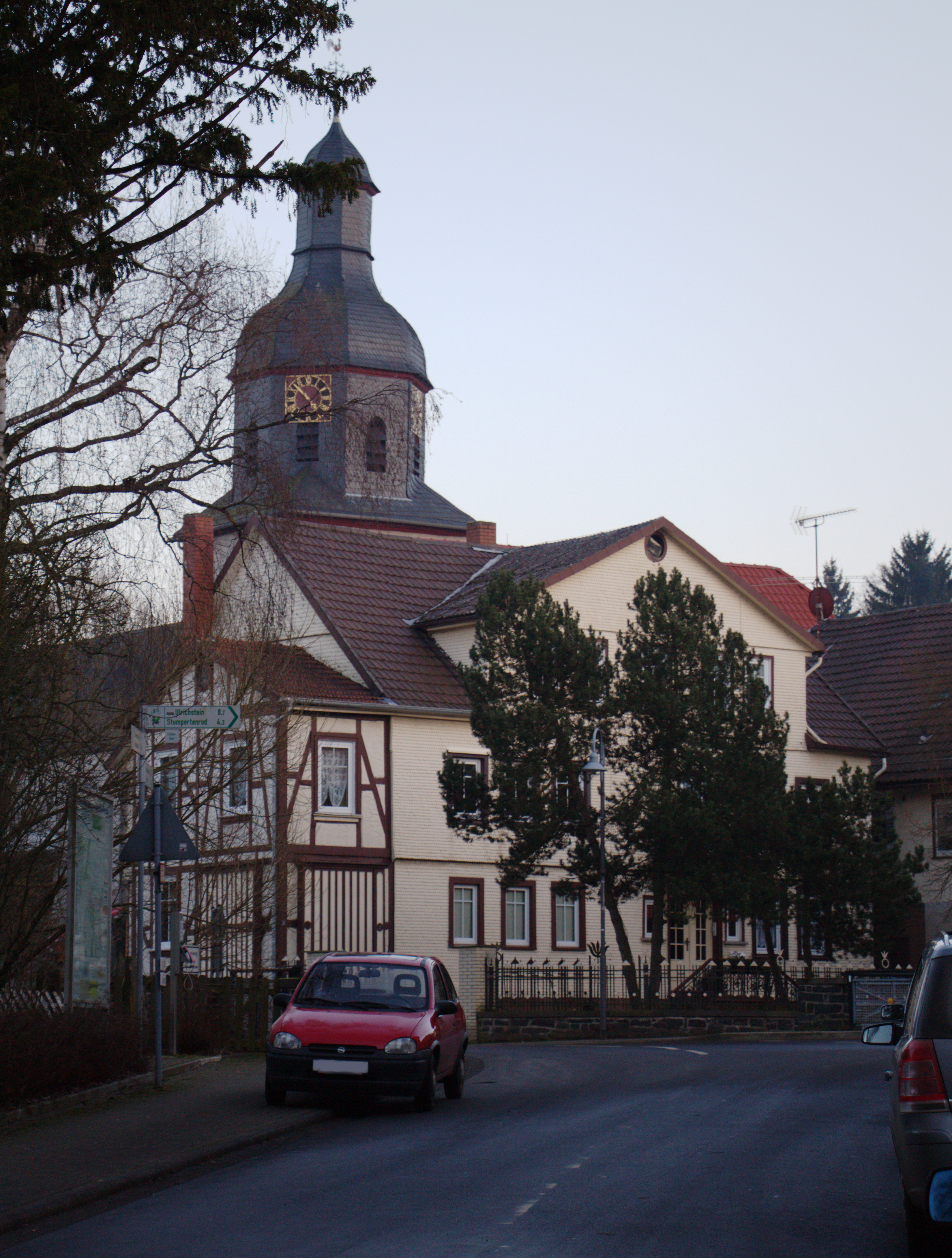
Evangelische Kirche Groß-Felda

Die Evangelische Kirche Groß-Felda ist ein denkmalgeschütztes Kirchengebäude, das im Ortsteil Groß-Felda der Gemeinde Feldatal im Vogelsbergkreis (Hessen) steht. Die Kirchengemeinde gehört zum Dekanat Vogelsberg in der Propstei Oberhessen der Evangelischen Kirche in Hessen und Nassau.

## Beschreibung
Vom Vorgängerbau ist nur der romanische Kirchturm erhalten. Er erhielt 1713 einen achtseitigen, schiefergedeckten Aufsatz, der die Turmuhr und den Glockenstuhl beherbergt. Die Zifferblätter sind an vier, die Klangarkaden an allen acht Seiten. Bedeckt ist der Turm mit einer glockenförmigen Haube, auf der eine Laterne sitzt. Die größte Kirchenglocke musste im Ersten Weltkrieg abgeliefert werden, da ihr ein künstlerischer Wert nicht zuerkannt wurde. Die beiden anderen wurden der Kirche gelassen. Ehe die Glocke an einem Seil herabgelassen werden konnte, musste die Nordseite des Turms aufgebrochen werden. Die Orgel ist von der Ablieferung von Orgelpfeifen verschont geblieben. Das Langhaus wurde 1969 abgebrochen und 1971 ein neues errichtet.